# Senta Gabèla
Cintegabelle (en occità Senta Gabèla) és un municipi francès, situat a la regió d'Occitània, departament de l'Alta Garona.

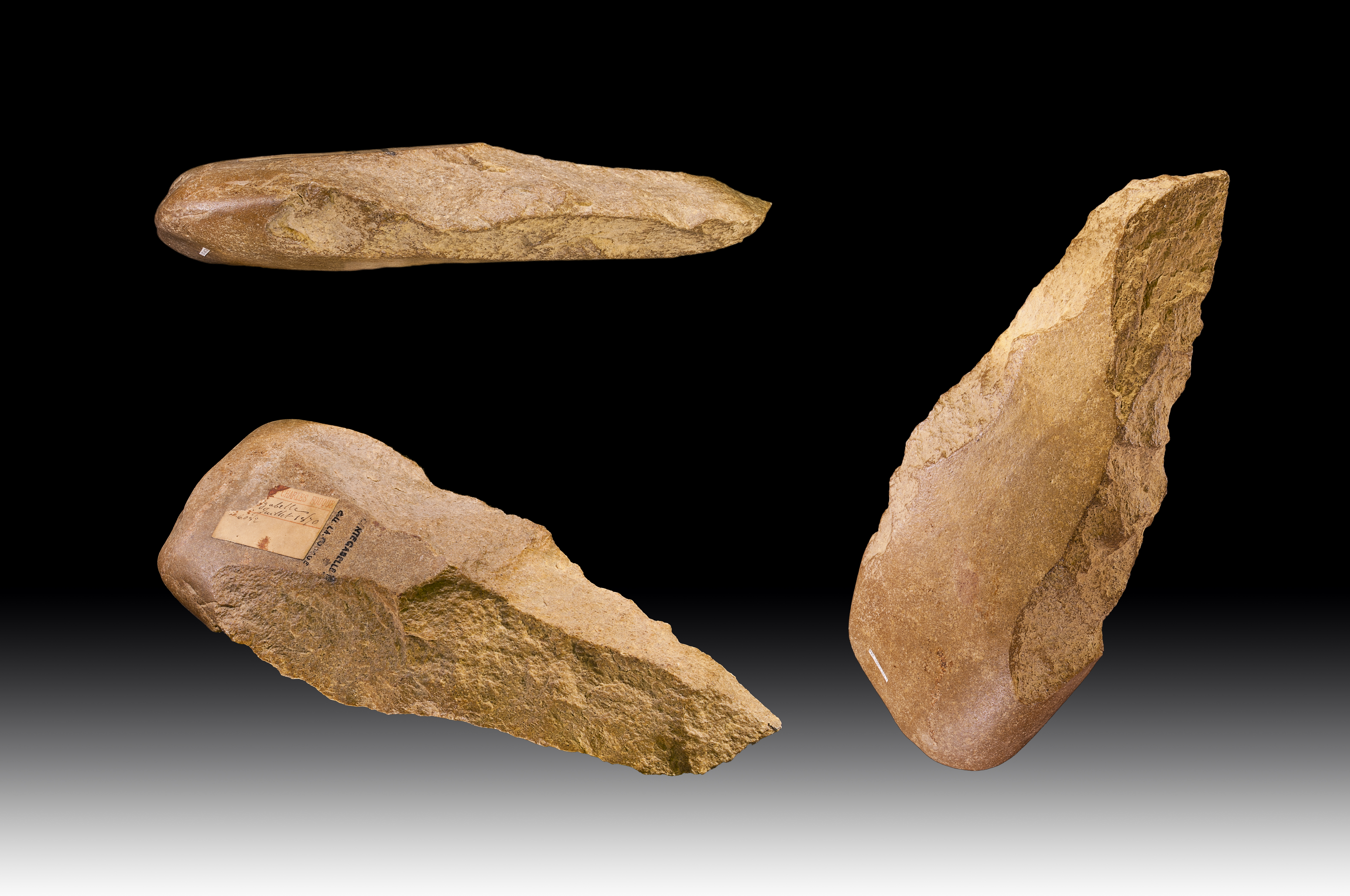
Bifaç Cintegabelle - Museu de Tolosa de Llenguadoc